# Bianca e Bernie nella terra dei canguri
Bianca e Bernie nella terra dei canguri (The Rescuers Down Under) è un film d'animazione del 1990 diretto da Hendel Butoy e Mike Gabriel. È il 29º Classico Disney e il sequel de Le avventure di Bianca e Bernie (1977), che era basato su una serie di romanzi di Margery Sharp. Il film è incentrato su Bianca e Bernie che si recano in Australia per salvare un ragazzino di nome Cody da un bracconiere locale alla ricerca di un'aquila in via d'estinzione. Fu distribuito negli Stati Uniti d'America da Buena Vista Pictures Distribution il 16 novembre 1990.
Il film vede, nella versione originale, Eva Gabor nel suo ultimo ruolo cinematografico, ed è stato il primo Classico Disney ad  essere un sequel di un film precedente. È inoltre il secondo film distribuito durante il periodo chiamato Rinascimento Disney, iniziato l'anno precedente con La sirenetta, ma ebbe un successo di gran lunga inferiore alle altre produzioni di tale periodo.

## Trama
Cody è un ragazzino che vive con la madre in una casa non lontana dall'Ayers Rock, in Australia, e trascorre le giornate a trarre in salvo gli animali catturati dai bracconieri del posto. Un giorno, Cody viene allertato della cattura di una rara e gigantesca aquila dorata, di nome Marahute, e si precipita a salvarla. I due stringono amicizia e, dopo un giro panoramico sul dorso di Marahute, raggiungono il suo nido, dove si trovano le sue tre uova, e Cody riceve in dono una bellissima piuma dorata. Più tardi, il ragazzo cade in una trappola per animali preparata da Percival C. McLeach, un malvagio e crudele bracconiere ricercato dai rangers australiani; inizialmente McLeach sta per lasciare andare il ragazzo, ma appena vede la penna di Marahute sullo zaino del ragazzo, McLeach viene sopraffatto dall'entusiasmo, perché sa che la cattura di un'aquila di quella taglia lo renderebbe ricco (siccome ha già ucciso il compagno di Marahute) e chiede al ragazzo di dirgli dove si trova il nido di Marahute. Cody cerca di scappare ma viene catturato e, per precauzione, l'uomo getta il suo zaino in un corso d'acqua infestato dai coccodrilli (così da far credere ai rangers che Cody sia stato divorato e ucciso dai rettili).
Nel frattempo, il topo usato da McLeach come esca della trappola, scappa ad avvisare la Società Internazionale di Salvataggio del rapimento di Cody: ribattuto da più stazioni comunicative della Società in giro per il mondo, il messaggio raggiunge finalmente il quartier generale di New York. Durante l'assemblea di emergenza seguente, il presidente vuole assegnare la missione di salvataggio a Bernie e Miss Bianca, agenti di campo d'élite della SIS, che però risultano assenti per via di una cena in un ristorante chic, dove Bernie intende chiedere a Bianca di sposarlo; i due topi vengono informati della missione dal cameriere François, proprio in quel momento critico. Per recarsi in Australia, i due si presentano all'hangar delle Linee Aree Albatross di Orville, ma trovano invece suo fratello Wilbur, che le ha prese in gestione; l'albatro all’inizio si oppone fermamente a trasportarli per via della tormenta di neve che in quel momento sta infuriando, salvo poi cambiare subito idea quando gli fanno presente che c’è a rischio la vita di un bambino. All'atterraggio in Australia, vengono accolti da Jake, un topo saltatore che è l'operativo locale della SIS e fa loro da guida e protezione durante la ricerca di Cody; Jake si infatua di Bianca appena la vede e inizia a flirtare con lei, con grande gelosia e fastidio di Bernie. Nel frattempo però, Wilbur rimane immobilizzato per via di problemi alla colonna vertebrale e viene portato in un ospedale gestito da topi lì vicino. Quando Wilbur rifiuta di sottoporsi all'intervento chirurgico e tenta la fuga, la sua schiena viene involontariamente raddrizzata dagli sforzi del personale medico di topi per impedirgli di scappare attraverso una finestra; tornato così in piena salute, parte alla ricerca dei suoi amici.
Nel frattempo, nel covo di McLeach, Cody continua a rifiutarsi di rivelare dove si trova il nido di Marahute, pertanto il bracconiere lo rinchiude in gabbia dentro una stanza con diversi animali catturati dal cacciatore; Cody cerca di liberarsi insieme agli animali, ma ogni tentativo viene ostacolato da Joanna, il varano domestico di McLeach. Rendendosi conto che le uova di Marahute sono il punto debole di Cody, l'uomo fa credere al ragazzo che qualcun altro abbia sparato a Marahute, facendo sì che lo porti al nido. Bernie, Bianca e Jake, sapendo che Cody è in grave pericolo, saltano sul semicingolato di McLeach per seguirlo. Al nido di Marahute, i tre topi cercano di mettere in guardia Cody sul fatto che è stato seguito, ma proprio in quel momento arriva McLeach, che attirando Marahute con l'inganno, la cattura insieme a Cody, Jake e Bianca. Su ordine di McLeach, Joanna cerca di mangiare le uova di Marahute, ma scopre che sono solo pietre a forma di uovo, perciò le butta giù nel burrone, temendo che il suo padrone possa arrabbiarsi con lei. Quando finalmente la lucertola se ne va, Bernie riporta allo scoperto le vere uova dell’aquila che aveva nascosto, felice che Joanna sia caduta nel trucco; dopo un po' Wilbur arriva al nido, e Bernie lo convince a sedersi sulle uova dell'aquila per covarle in modo che il topo possa seguire McLeach. Il cacciatore porta Cody e Marahute alle Cascate del Coccodrillo, dove tiene Cody sospeso su un gruppo di coccodrilli e minaccia di darlo in pasto a loro. Ma Bernie, a cavallo di un cinghiale che ha domato con la stessa tecnica usata da Jake con un serpente acquatico, segue e spegne il veicolo di McLeach.
McLeach tenta poi di sparare alla corda che tiene Cody sopra l'acqua; per salvare il bambino, Bernie fa in modo che Joanna si scontri con McLeach, facendo cadere entrambi in acqua. I coccodrilli rivolgono la loro attenzione verso McLeach e Joanna, mentre alle loro spalle la corda danneggiata che tiene legato Cody si spezza, facendo cadere anch’egli nel fiume. Ad un certo punto, i coccodrilli si allontanano e McLeach credendo di averli sconfitti, ride divertito, salvo poi accorgersi troppo tardi che il fiume finisce in una cascata; così, mentre Joanna raggiunge la terraferma, l'uomo precipita dalla cascata e muore. Bernie si tuffa in acqua per salvare Cody, non riuscendo però a resistere mentre cerca di trattenere il ragazzino alla corda che lo lega per non farlo trasportare via dal fiume; proprio mentre tutto sembra perduto, Jake e Bianca riescono a liberare Marahute, che salva sia Cody che Bernie. Una volta al sicuro sul dorso dell'aquila, Bernie chiede finalmente a Bianca di sposarlo, lei accetta con entusiasmo e felicità, mentre Jake lo saluta con rinnovato rispetto. Alla fine, tutti partono per la casa di Cody. Nel frattempo Wilbur, di cui tutti si sono dimenticati, incuba le uova di Marahute fino alla schiusa, finendo poi morso da uno dei pulcini.

## Personaggi
- Miss Bianca, una topina bianca rappresentante ungherese della Società Internazionale di Salvataggio. Sembra non essere consapevole dei sentimenti di Bernie nei suoi confronti, ma alla fine si rivelerà anche lei innamorata di lui e accetterà la sua proposta di matrimonio. Nel doppiaggio originale, Eva Gabor riprese il suo ruolo dal film originale.
- Bernie (Bernard), un topo grigio ex usciere della Società Internazionale di Salvataggio, promosso ad agente rappresentante degli Stati Uniti dopo gli avvenimenti del primo film. Come in quest'ultimo, è balbuziente e timido, anche se ha perso la sua fobia per il numero 13, ma nel corso dell'avventura diventerà molto coraggioso e salverà Cody da solo. Più di una volta, nel corso della storia, tenterà di fare una proposta di matrimonio a Miss Bianca, ricevendo una risposta positiva solo nel finale. Nel doppiaggio originale, Bob Newhart riprese il suo ruolo dal film originale.
- Wilbur, un comico albatro il cui nome è un omaggio a Wilbur Wright. È il fratello di Orville (che nel film originale è doppiato da Jim Jordan, che morì due anni prima dell'uscita del film, proprio nel 1988), l'albatro apparso nel primo film (il cui nome omaggiava Orville Wright). Nel doppiaggio originale è doppiato da John Candy.
- Jake, un disinvolto e carismatico topo saltatore. S'invaghisce di Miss Bianca e snobba Bernie perché lo considera un codardo, ma dopo averlo visto salvare coraggiosamente Cody, diventa suo amico e gli fa le congratulazioni per il suo fidanzamento con Miss Bianca. Nel doppiaggio originale è doppiato da Tristan Rogers.
- Cody, un ragazzino di 8 anni capace di parlare con la maggior parte degli animali, come Penny nel primo film. Nel doppiaggio originale è doppiato da Adam Ryen.
- Percival C. McLeach, antagonista principale del film, è un bracconiere sinistro e senza scrupoli che vuole trovare e catturare Marahute per denaro e, per fare ciò, rapisce Cody e lo minaccia. Guida un grande camion semicingolato. È doppiato nel doppiaggio originale da George C. Scott.
- Marahute, una gigantesca aquila dalle penne dorate che diventa amica di Cody. Il suo compagno è stato ucciso da McLeach. Emette solo versi forniti da Frank Welker.
- Joanna, il varano (animale che in Australia è chiamato goanna da cui il nome) domestico di McLeach a cui piace intimidire i prigionieri e mangiare uova. Joanna è di sesso femminile e dimostra una scarsa fedeltà verso il suo padrone, a cui usa rubare il cibo. Anche lui emette solo versi forniti da Welker.
- Red, un canguro rosso catturato da McLeach. Nel doppiaggio originale è doppiato da Peter Firth.
- Frank, un eccentrico clamidosauro catturato da McLeach. Nel doppiaggio originale è doppiato da Wayne Robson.
- Krebbs, un koala catturato da McLeach. Nel doppiaggio originale è doppiato da Douglas Seale.

## Produzione

### Sviluppo
La scrittura di Bianca e Bernie nella terra dei canguri ebbe inizio nel 1986. A seguito del lavoro su Oliver & Company, Peter Schneider, vice presidente della Walt Disney Feature Animation, chiese al supervisore dell'animazione Mike Gabriel se avrebbe preso in considerazione una regia. In un primo momento Gabriel rifiutò, ma dopo alcuni mesi Schneider gli offrì di dirigere Bianca e Bernie nella terra dei canguri e lui accettò. Dopo il suo lavoro come supervisore all'animazione di Tito su Oliver & Company, accolto favorevolmente da parte del pubblico, Hendel Butoy fu incaricato di co-dirigere Bianca e Bernie nella terra dei canguri con Gabriel. Nel frattempo, Schneider reclutò Thomas Schumacher, che aveva lavorato al Mark Taper Forum, come produttore del film. Joe Ranft fu poi selezionato come supervisore della storia per la sua "capacità di cambiare e trasformare attraverso un'eccellenza di idee". Durante tutto il processo di storyboarding, Ranft rafforzò costantemente il morale creativo della sua squadra, ma raramente disegnò storyboard da sé. In aggiunta a questo, Ranft entrò in divergenze creative con i dirigenti dello studio, tra cui un disaccordo dove opzionò il casting di un attore aborigeno per doppiare Cody che fu sovrascritto con la decisione di lanciare "un ragazzino bianco e biondo". Notando l'aumento della popolarità dei film d'azione ambientati in un contesto australiano e per il fatto che gli americani stavano diventando più rispettosi dell'ambiente, i realizzatori decisero di abbandonare il formato musicale poiché trovavano che la collocazione delle canzoni rallentasse il ritmo, e decisero di promuovere Bianca e Bernie nella terra dei canguri come il primo film d'azione e avventura dello studio dove Butoy e Gabriel trovarono ispirazione visiva da film live-action di Orson Welles, Alfred Hitchcock e David Lean, e il loro primo film dopo Bambi ad avere un messaggio sui diritti degli animali e dell'ambiente. Nel dicembre del 1988, i membri del cast originale Bob Newhart ed Eva Gabor furono riconfermati nei loro ruoli. A causa della morte di Jim Jordan, che aveva doppiato Orville nel film originale, Roy E. Disney suggerì di sostituire il personaggio con il fratello Wilbur, in modo da citare i fratelli Wright.

### Animazione e design
I membri del team di produzione, inclusi il direttore artistico Pixote Hunt e sei dei suoi animatori, trascorsero diversi giorni in Australia per osservare, fotografare e disegnare schizzi di ambientazioni e animali presenti nell'outback in modo da illustrarlo correttamente nel film. Lì si avventurarono attraverso Uluṟu, la Katherine Gorge e il Parco nazionale Kakadu dove i progetti iniziali di Hunt sottolineavano lo spettro di scala tra le vedute e i protagonisti del film. Come supervisore all'animazione del personaggio di Marahute, Glen Keane studiò sei aquile del Fondo Peregrine a Boise, così come un'aquila americana imbalsamata presa in prestito dal Museo di Storia Naturale di Los Angeles e uno scheletro d'aquila. Animando l'aquila, Keane e il suo team d'animazione ingrandirono l'uccello, ne rimpicciolirono la testa, allungarono il collo e le ali e gonfiarono il petto. Keane dovette inoltre rallentare i movimenti delle ali a circa il 25-30 per cento della velocità di volo di un'aquila. A causa dei dettagli eccessivi di Marahute che aveva 200 piume, il personaggio apparve solo in sette minuti durante le sequenze d'apertura e chiusura. In modo da terminare il film in tempo, Schumacher ingaggiò come sostegno la Disney-MGM Studios, originariamente concepita per la produzione di cortometraggi animati indipendenti. Al suo primo incarico in un Classico Disney contribuirono settanta artisti per dieci minuti di durata, tra cui il supervisore dell'animazione Mark Henn che lavorò su diverse scene di Bernie, Bianca e McLeach. Per i personaggi topi, Henn studiò i manierismi di Bob Newhart ed Eva Gabor durante le sessioni di registrazione vocale, e guardò la performance di George C. Scott ne Il dottor Stranamore come ispirazione mentre animava McLeach. Allo scopo di creare un realismo credibile per gli animali australiani, gli animatori aggiuntivi viaggiarono allo zoo di San Diego per osservare canguri rossi, kookaburra e serpenti, mentre un'iguana fu portata dal personale del Disney's Animal Kingdom perché gli animatori disegnassero Joanna.
Bianca e Bernie nella terra dei canguri è degno di nota per essere stato il primo Classico Disney a utilizzare completamente il nuovo processo CAPS (Computer Animation Production System), un sistema di produzione computerizzato utilizzato per rendere digitali l'inchiostrazione, la pittura e il compositing, permettendo una post-produzione più efficiente e sofisticata e rendendo obsoleta la pratica tradizionale della pittura a mano dei rodovetri. I disegni degli animatori e le pitture di sfondo furono invece digitalizzati nei sistemi informatici, dove i disegni di animazione vennero inchiostrati e dipinti da artisti digitali e poi combinati con gli sfondi digitalizzati in un software che permetteva il posizionamento e movimento della cinepresa, gli effetti multipiano e altre tecniche. Il film utilizza anche elementi CGI, come il campo di fiori nella sequenza dei titoli di testa, il camion di McLeach e le inquadrature prospettiche di Wilbur che vola sopra New York e il teatro dell'opera di Sydney. Il progetto CAPS fu la prima collaborazione della Disney con la società di computer grafica Pixar, poi acquistata a titolo definitivo nel 2006. Di conseguenza, Bianca e Bernie nella terra dei canguri fu il primo film d'animazione per cui gli interi elementi del film finale vennero assemblati e completati in un ambiente digitale, così come il primo film completamente digitale. Tuttavia, il marketing del film non richiamò l'attenzione sull'utilizzo del processo CAPS.

## Colonna sonora
La colonna sonora del film è stata composta e diretta da Bruce Broughton. A differenza della stragrande maggioranza dei film d'animazione Disney, non ci sono canzoni scritte per essa. Tuttavia, "Message Montage" comprende una citazione da "Rescue Aid Society" di Sammy Fain, Carol Connors e Ayn Robbins, l'unico riferimento musicale al primo film. Inoltre Pierre Grosz (testo), Philippe Salto e Alain Salmon-Lollioz (musica) scrissero per i titoli di coda dell'edizione francese una canzone con lo stesso titolo del film (cantata da Anne Meson), che fu anche tradotta in italiano da Michele Centonze (cantata da Arianna) e in tedesco da Frithjof Krepp (cantata da Gwen Obertuck).

### Album
AllMusic ha dato alla colonna sonora 4,5 stelle su 5. Nel 2006 la Walt Disney Records rieditò l'album su CD, includendo le canzoni di Shelby Flint "The Journey", "Someone's Waiting For You" and "Tomorrow is Another Day" (da Le avventure di Bianca e Bernie). Nel 2016 la Intrada Records ha pubblicato la colonna sonora completa in 35 tracce, che includono anche materiale non utilizzato nel film.

#### Tracce
1. Main Title – 1:34
2. Answering Faloo's Call – 1:32
3. Cody's Flight – 6:02
4. Message Montage – 2:49
5. At the Restaurant – 3:06
6. Wilbur Takes Off – 1:28
7. McLeach Threatens Cody – 1:20
8. The Landing – 2:01
9. Bernard Almost Proposes – 1:36
10. Escape Attempt – 1:30
11. Frank's Out! – 3:23
12. Cody Finds the Eggs – 1:33
13. Bernard the Hero – 3:36
14. End Credits – 3:41

Durata totale: 35:11

## Distribuzione

### Data di uscita
Le date di uscita internazionali sono state:
- 16 novembre 1990 negli Stati Uniti
- 14 dicembre in Brasile (Bernardo e Bianca na Terra dos Cangurus)
- 4 luglio 1991 in Argentina (Bernando y Bianca en Cangurolandia) e Australia
- 11 ottobre nel Regno Unito
- 12 ottobre in Emirati Arabi Uniti
- 27 novembre in Francia (Bernard et Bianca au pays des kangourous)
- 29 novembre in Danimarca (Bernhard & Bianca - SOS fra Australien), Finlandia (Bernard ja Bianca Australiassa), Irlanda e Svezia (Bernard och Bianca i Australien)
- 3 dicembre in Spagna
- 5 dicembre in Germania (Bernard und Bianca im Känguruhland)
- 6 dicembre in Ungheria (Mentőcsapat a kenguruk földjén) e Paesi Bassi (De reddertjes in Kangoeroeland)
- 8 dicembre in Italia
- 13 dicembre in Portogallo (Bernardo e Bianca na Cangurulândia)
- 9 gennaio 1992 a Hong Kong
- 19 aprile 1996 in Giappone

### Edizione italiana
Il doppiaggio italiano, eseguito negli stabilimenti Fono Roma, fu diretto da Paolo Vidali su dialoghi di Andrea De Leonardis. A differenza dell'edizione originale, quella italiana presenta un cast completamente diverso da quello del primo film.

### Edizioni home video
Bianca e Bernie nella terra dei canguri fu distribuito in VHS nell'America del Nord il 20 settembre 1992, mentre uscì in Italia un anno dopo. La VHS, come tutte le successive, presentava il film in formato 4:3 pan and scan. Una nuova edizione uscì in Italia nell'agosto 1997.
In America del Nord il film fu rieditato in VHS e in DVD il 1º agosto 2000 nella collana Walt Disney Gold Classic Collection, accompagnato dal libretto di attività Animals of the Outback. Il DVD presenta il film nel suo formato corretto e include come extra uno storybook, un gioco a quiz e il trailer cinematografico. In Italia invece uscì in DVD il 5 dicembre 2001; gli extra sono differenti rispetto a quello nordamericano, poiché sono inclusi un making of, "S.I.S. S.p.A." in versione canta-con-noi (benché tale canzone non appaia nel film), una galleria di immagini e i corti Topolino cacciatore (1948) e Arturo il baldo canguro.
Il 21 agosto 2012 il film è stato distribuito in Blu-ray Disc in America del Nord in un'edizione che contiene Le avventure di Bianca e Bernie e Bianca e Bernie nella terra dei canguri in un unico Blu-ray Disc e in due DVD distinti. L'unico extra relativo al sequel è il making of già presente nel DVD europeo. In Italia il film è uscito in BD l'8 novembre, sempre con il solo making of come contenuto speciale.

## Accoglienza

### Incassi
Con la nuova featurette di Topolino Il principe e il povero come ulteriore attrattiva, Bianca e Bernie nella terra dei canguri debuttò nel weekend d'apertura con un incasso di 3,5 milioni di dollari, al quarto posto dopo Mamma, ho perso l'aereo, Rocky V e La bambola assassina 2 e al di sotto delle aspettative dello studio. Di conseguenza, l'allora capo dei Walt Disney Studios Jeffrey Katzenberg decise di ritirare tutti gli spot TV del film. Il film incassò in totale 47.431.461 dollari, di fronte a un budget di circa 37 milioni di dollari il che lo rende il film di minor successo commerciale del Rinascimento Disney.

### Critica
Il film ricevette principalmente recensioni positive. Sul sito Rotten Tomatoes, sulla base di 66 recensioni raccolte, il film ha ricevuto il 85% di opinioni positive, con un voto medio di 7 su 10. Il consenso generale recita: "Anche se la sua storia è di seconda categoria, Bianca e Bernie nella terra dei canguri si riscatta con alcuni valori di produzione notevoli – in particolare le sue scene di volo". La Halliwell's Film Guide diede al film due stelle su quattro, definendolo "brillante, vivace e divertente" e considerandolo "un miglioramento rispetto all'originale". Roger Ebert del Chicago Sun-Times ha assegnato al film tre stelle su quattro scrivendo: "La sequenza di volo e molte delle altre scene d'azione in questo nuovo film d'animazione della Disney creano un'euforia e una libertà che sono liberatorie. E anche il resto della storia è divertente". Gene Siskel del Chicago Tribune assegnò lo stesso voto definendolo un film "audace, travolgente ma a volte inutilmente intenso" dove "il buon divertimento è fornito da uno sciocco albatro". Janet Maslin di The New York Times elogiò l'animazione e le sequenze d'azione, anche se rimase critica sulla trama etichettandola "un po' cupa e poco coinvolgente per i bambini molto piccoli", anche se riconobbe che il suo "approccio un po' più adulto e avventuroso può essere il motivo per cui non include gli intermezzi musicali previsti, ma sarebbero stati i benvenuti". Variety trovò che la storia fosse "così mediocre che gli adulti potrebbero abbassare la testa", ma scrisse anche che il film "vanta valori di produzione ragionevolmente solidi e voci dei personaggi eccellenti". TV Guide diede al film 2 stelle e mezza su quattro, dicendo che "il film non fa un uso particolarmente fantasioso della sua ambientazione", sottolineando la poca centralità dei due protagonisti all'interno della storia e affermando inoltre che "soffre di una certa azione e trama che è discutibile in un film per bambini. Il cattivo è troppo maligno, il giovane eroe vigilante sembra essere un piccolo Rambo e parte dell'azione è abbastanza violenta, se non priva di gusto".

## Riconoscimenti
- 1990 - Los Angeles Film Critics Association Award
  - Miglior film d'animazione a Hendel Butoy e Mike Gabriel
- 1991 - Golden Reel Award
  - Miglior montaggio sonoro in un film d'animazione
- 1991 - Young Artist Awards
  - Miglior film d'animazione per la famiglia
- 1991 - Genesis Awards
  - Miglior film per la famiglia
- 1992 - Goldene Leinwand
  - Goldene Leinwand

## Altri media
Bianca e Bernie nella terra dei canguri fu adattato da William Rotsler in una storia a fumetti pubblicata nel 1991 allo scopo di promuovere il film. Il personaggio di Wilbur è riapparso in seguito in alcune storie a fumetti di produzione olandese pubblicate nel settimanale Donald Duck.